# Tuneladora escudo
A tuneladora escudo é um tipo de máquina de tunelamento que é usada em solo macio, escavando-o numa seção circular, removendo os escombros e imediatamente aplicando o forro em formas de anel para evitar subsidência. Tem uma cabeça de corte circular girando onde os discos de corte são acomodados e atrás da cabeça há um sistema de macaco hidráulico que coloca pressão nos anéis de revestimento e na cabeça permitindo a escavação.